# Шербанешти (Сучава)
Шербанешти (рум. Șerbănești) насеље је у Румунији у округу Сучава у општини Звориштеа. Oпштина се налази на надморској висини од 278 m.

## Становништво
Према подацима из 2002. године у насељу је живело 1134 становника, од којих су сви румунске националности.